# Chiesa dei Santi Leonardo ed Erasmo
La chiesa dei Santi Leonardo ed Erasmo è la parrocchiale di Roccagorga, in provincia di Latina e diocesi di Latina-Terracina-Sezze-Priverno; fa parte della forania di Priverno.

## Storia
Anticamente a Roccagorga sorgeva una chiesetta dedicata a Santa Maria; nel Cinquecento, con la costruzione della nuova parrocchiale, questo antico luogo di culto vi venne inglobato come sagrestia.
La parrocchiale fu interessata da un intervento di restauro e rimaneggiamento tra il 1671 e il 1700; l'edificio venne tuttavia danneggiato dall'evento sismico verificatosi nel 1753 e poi crollò definitivamente il 23 dicembre 1769.
Nel 1755 fu posta la prima pietra della nuova chiesa, disegnata dall'architetto Paolo Posi da Siena; il tempio, ultimato nel 1780 e saccheggiato nel 1798 dalle truppe francesi, venne consacrato il 23 ottobre 1807.

## Descrizione

### Esterno
La convessa facciata a salienti, rivolta a sudest, è suddivisa da una cornice marcapiano in due registri, entrambi scanditi da quattro lesene; quello inferiore presenta centralmente il portale d'ingresso timpanato, mentre quello superiore, affiancato da due volute, è caratterizzato da una finestra rettangolare e coronato dal frontone.
Annesso alla parrocchiale è il campanile a pianta quadrata, la cui cella presenta su ogni lato una monofora a tutto sesto affiancata da semicolonne ed è coronata dalla guglia conica.

### Interno
L'interno dell'edificio è suddiviso in tre navate da pilastri sorreggenti degli archi a tutto sesto e abbelliti da lesene, sopra le quali corre la cornice modanata e aggettante su cui si impostano la volte; al termine dell'aula si sviluppa il presbiterio, rialzato di alcuni gradini, ospitante l'altare maggiore e chiuso dall'abside di forma semicircolare.
Qui sono conservate diverse opere di pregio, tra le quali l'altare maggiore, abbellito dal ciborio a forma di tempietto, e la pala raffigurante la Morte di Sant'Orsola.